# Фъгъраш (замък)
Фъгърашкият замък (на румънски: Castelul Făgăraş), още Фъгърашка крепост, е замък близо до румънския град Фъгъраш, чийто строеж е стартиран през 14 век. Въпреки че в днешно време е леко повреден поради неподдържане, все още е добре запазен за възрастта си. В него се намира археологически музей.